# Eugène Tucherer
Eugène Tucherer, ou Eugen Tuchscherer, est un producteur de cinéma né le 
24 septembre 1899 à Saryske Lecky (sk) (Ľubotice, Slovaquie, alors Kellemes en Autriche-Hongrie) et mort le 17 août 1974 près de Paris.

## Filmographie
- 1930 : Die große Sehnsucht de Steve Sekelyalors Kellemes
- 1930 : Der Hampelmann de E.W. Emo (en)
- 1930 : L'Homme qui assassina de Curtis Bernhardt et Jean Tarride
- 1931 : Der Mann, der den Mord beging de Curtis Bernhardt (version en allemand)
- 1931 : Les Frères Karamazoff (Der Mörder Dimitri Karamasoff) de Fedor Ozep et Erich Engels
- 1933 : Großstadtnacht de Fedor Ozep (version en allemand)
- 1933 : Mirages de Paris de Fedor Ozep (version en français)
- 1933 : La Ronde aux millions (Rund um eine Million) de Max Neufeld
- 1934 : Une fois dans la vie de Max de Vaucorbeil
- 1934 : L'Or dans la rue de Curtis Bernhardt
- 1936 : Mayerling d'Anatole Litvak
- 1937 : La Chaste Suzanne d'André Berthomieu
- 1937 : The Girl in the Taxi d'André Berthomieu (version en anglais)
- 1938 : Carrefour de Curtis Bernhardt
- 1938 : Le Train pour Venise d'André Berthomieu
- 1940 : De Mayerling à Sarajevo de Max Ophuls
- 1946 : Étoile sans lumière de Marcel Blistène
- 1946 : Macadam de Marcel Blistène
- 1948 : Impasse des Deux-Anges de Maurice Tourneur
- 1949 : Le Paradis des pilotes perdus de Georges Lampin
- 1949 : Le Jugement de Dieu de Raymond Bernard
- 1950 : Le Château de verre de René Clément
- 1953 : Le Marchand de Venise de Pierre Billon
- 1955 : Port du désir d'Edmond T. Gréville
- 1957 : La Garçonne de Jacqueline Audry
- 1958 : La Chatte d'Henri Decoin
- 1959 : Brigade des mœurs de Maurice Boutel
- 1960 : La Chatte sort ses griffes d'Henri Decoin
- 1960 : Le Secret du chevalier d'Éon de Jacqueline Audry
- 1960 : Tête folle de Robert Vernay
- 1960 : La Française et l'Amour, film collectif
- 1961 : Le Pavé de Paris d'Henri Decoin
- 1962 : Les Petits Matins de Jacqueline Audry
- 1965 : Guerre secrète de Christian-Jaque, Terence Young, Carlo Lizzani, Werner Klingler
- 1966 : Avec la peau des autres de Jacques Deray
- 1968 : Mayerling de Terence Young
- 1973 : La Belle Affaire de Jacques Besnard
- 1973 : La Race des seigneurs de Pierre Granier-Deferre
- 1974 : OK patron de Claude Vital
- 1974 : Bons baisers... à lundi de Michel Audiard